# Arthur Tjin-A-Tsoi
Arthur Tjin-A-Tsoi (circa 1957/1958) is een Surinaams politicus. Hij was van 2010 tot 2015 lid van De Nationale Assemblée.

## Biografie
Arthur Tjin-A-Tsoi werd tijdens de verkiezingen van 2010 voor de Nationale Partij Suriname (NPS) gekozen tot lid van De Nationale Assemblée (DNA). Tjin-A-Tjoi is een sterk tegenstander van overheidscorruptie en maakte zich tijdens zijn zittingsperiode hard voor onder meer het doorvoeren van onderzoeken naar de smeergeldaffaire rond Energiebedrijven Suriname (EBS). Zijn bewijsstukken werden later door de procureur-generaal gebruikt in de erop volgende rechtsvervolging. In 2013 haalde hij bakzeil nadat hij president Desi Bouterse had beschuldigd een boot van diens partijgenoot Charles Pahlad te hebben gekocht op kosten van het kabinet. Bouterse dwong hierna excuses en rectificatie af via de rechter. De boot bleek echter niet op Bouterses naam maar op die van NDP'er Ramon Abrahams te staan.
Tijdens de verkiezingen van 2015 stond hij weliswaar op een verkiesbare plaats, maar werd niet herkozen omdat Dew Sharman, onder hem op de lijst, werd verkozen met voorkeursstemmen. Tjin-A-Tsoi ging verder als ondernemer en kondigde daarnaast aan zijn inzet via de NPS te willen blijven leveren voor het landsbelang.
Tijdens de verkiezingen van 2020 was hij opnieuw kandidaat voor de NPS, maar verwierf opnieuw geen zetel.